# Francisco Yáñez Bahamonde
Francisco Yáñez Bahamonde (Isla de León, 2 de mayo de 1741 – ?, 17 de enero de 1832) fue un eclesiástico y hombre de estado español que ocupó el cargo de comisario general de Cruzada.

## Biografía
Fue canónigo de la iglesia metropolitana de Sevilla, y capellán de honor de su majestad. Fue distinguido como caballero de la orden de Carlos III. En 1811 fue nombrado comisario general de Cruzada por el consejo de regencia de España e Indias, cargo en el que fue confirmado en 1814 por el rey Fernando VII. En 1824 abandonó el cargo debido a problemas de salud, siendo sustituido por Manuel Fernández Varela. Falleció en el año 1832.